# Hydrocele
Een hydrocele, waterbreuk of hydrokèle (ὕδωρ = water en  κήλη = breuk) is een goedaardig gezwel in het embryonaal overblijfsel van de processus vaginalis bij de man en de gang van Nuck bij de vrouw.

## Man
De processus vaginalis (processus vaginalis peritonei) is een uitstulping van het buikvlies bij mannen. In zeldzame gevallen blijft een embryonaal overblijfsel bestaan en kan dit leiden tot een cyste of een hydrocele, dat zich kan ontwikkelen tot een liesbreuk of hydrocele testis. De oorzaak van een hydrocele is onbekend, al kan het vaker voorkomen bij personen die geopereerd zijn aan een liesbreuk. Behandeling is niet strikt noodzakelijk, al zal uit praktische overwegingen daar vaak voor gekozen worden. De uitstulping komt vanaf ongeveer de 12e week vanaf de laatste menstruatie samen met het gubernaculum voor tijdens de embryonale ontwikkeling van het urinewegstelsel en voortplantingssysteem, meer specifiek tijdens de indaling van de teelballen. Het buikvliesdeel van deze uitstulping, de tunica vaginalis, bekleedt vervolgens de binnenkant van het scrotum. Als de teelbal via het lieskanaal in het scrotum daalt, vormt het buikvlies aanvankelijk een buisvormige uitstulping vanaf het begin van het lieskanaal (anulus inguinalis profundus). In de regel wordt deze uitstulping afgebroken als onderdeel van de verdere ontwikkeling tussen het begin van het lieskanaal en de teelbal en blijft alleen de tunica vaginalis over. De tunica vaginalis produceert vloeistof, waardoor de wrijving van de teelballen in het scrotum wordt verlaagd.

### Vormen
Afhankelijk van de plaats van de hydrocele kunnen de volgende typen worden onderscheiden:
- Hydrocele testis, rond de teelbal
- Hydrocele funiculi, langs de zaadstreng
- Hydrocele vaginalis communicans, ook langs de zaadstreng in de buikholte
- Hydrocele multilocularis, op verschillende van de genoemde locaties[1]

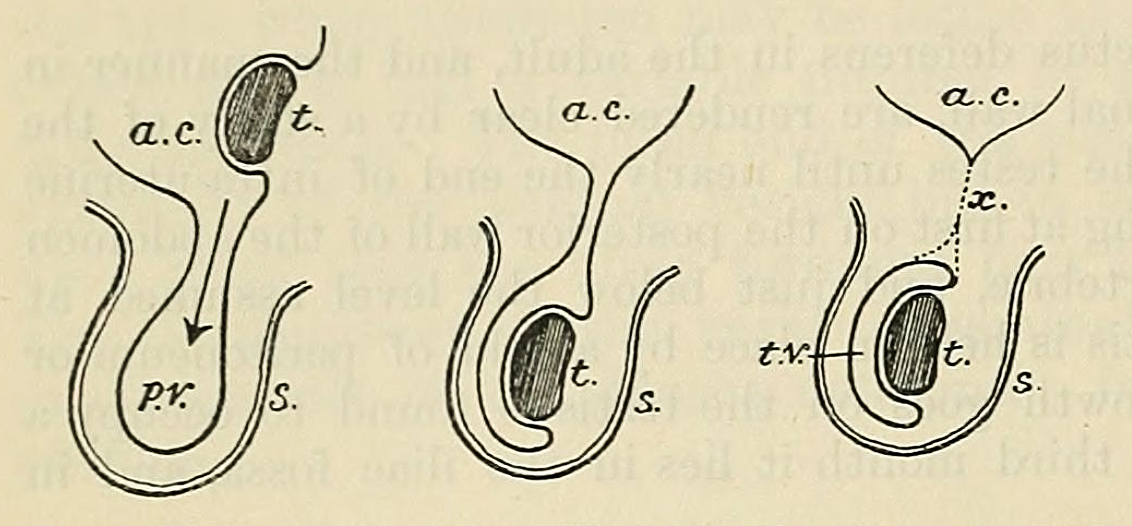
Indaling teelbal. a.c. Buikholte. p.v. Processus vaginalis. t. Teelbal. s. Scrotum. t.v. Tunica vaginalis. x. Embryonaal overblijfsel processus vaginalis.
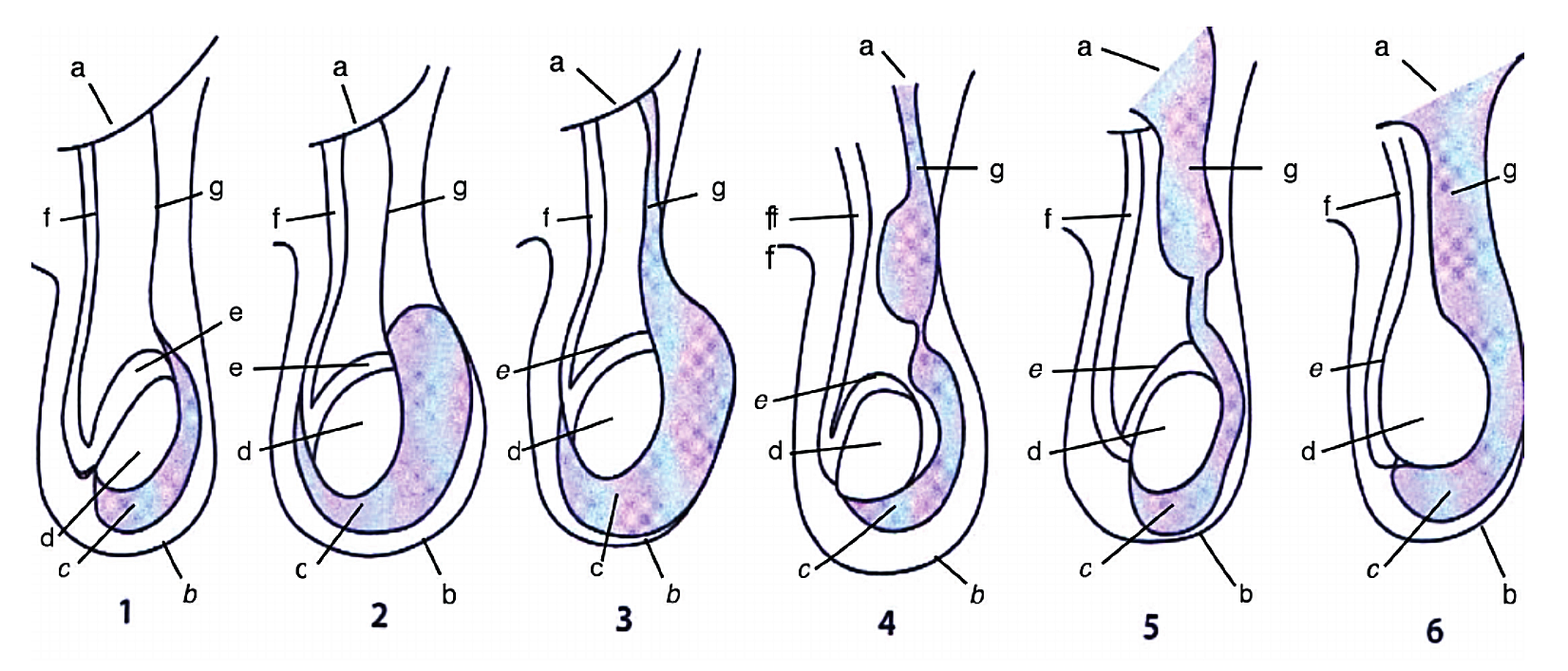
1. Normale anatomie, 2. Hydrocele van het volwassen type, 3. Open hydrocele, 4. Hydrocele van de zaadstreng, 5. Liesbreuk , 6. Lieskanaalscrotum hernia; a. buikvliesholte, b. scrotum, c. tunica vaginalis, d. teelbal, e. bijbal, f. zaadleider, g. processus vaginalis.
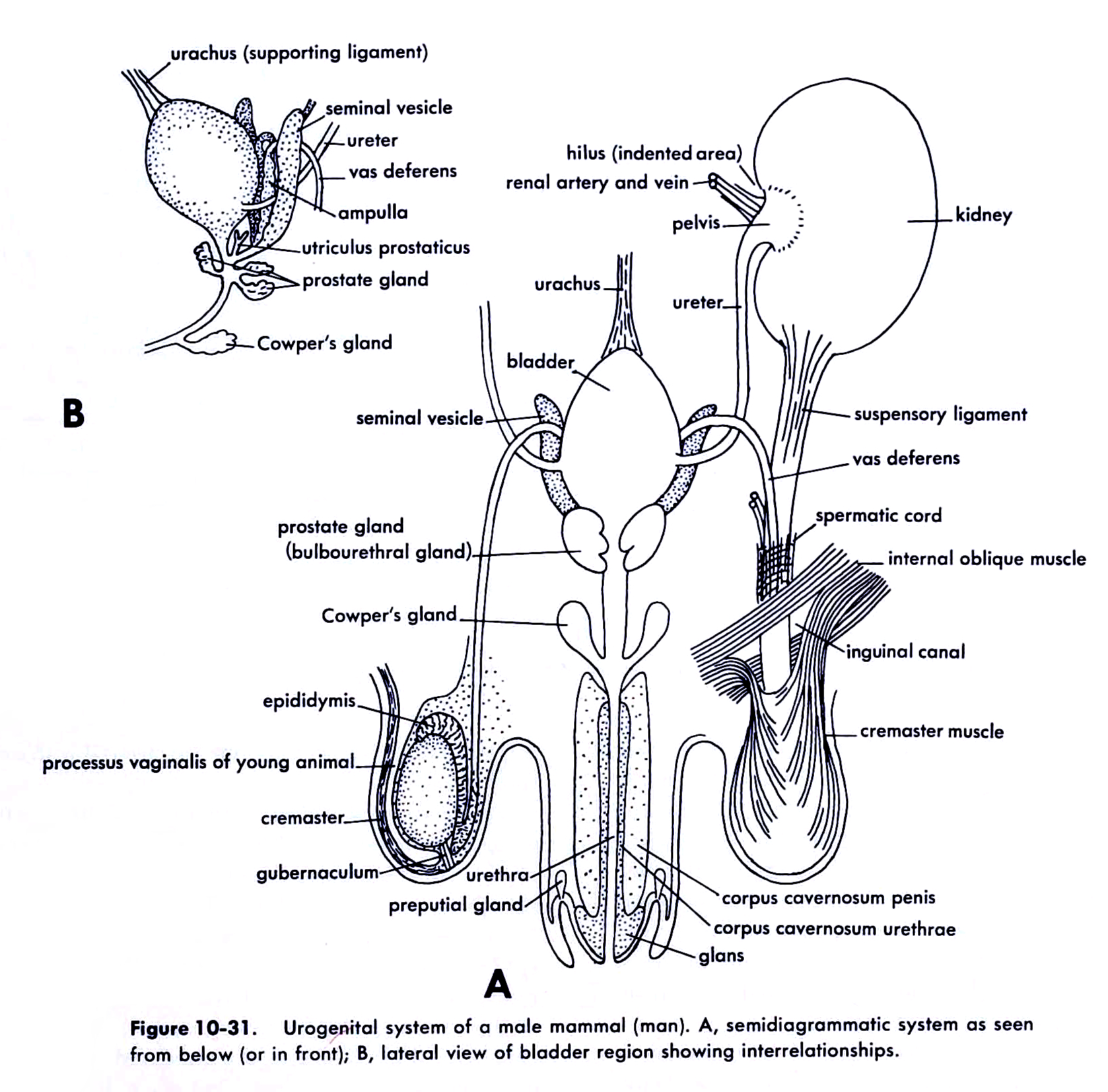
Processus vaginalis

## Vrouw
De gang van Nuck (processus vaginalis peritonei femininus) is een uitstulping van het buikvlies met variabele lengte die zich kan uitstrekken tot in de buitenste schaamlippen van vrouwen. De gang van Nuck wordt in de vierde maand vanaf laatste menstruatie afgebroken, maar kan soms als embryonaal overblijfsel blijven bestaan. In zeldzame gevallen kan het leiden tot een cyste of een hydrocele, de hydrocele processus vaginalis en kan het zich ontwikkelen tot een indirecte liesbreuk.

## Vormen
- Type A: Subcutaan (onderhuids weefsel) boven het lieskanaal.
- Type B: In het lieskanaal.
- Type C: Beperkt tot de ingang (annulus abdominalis) van het lieskanaal.
- Type D: Verspreidt zich vanaf de ingang van het lieskanaal of subcutaan.

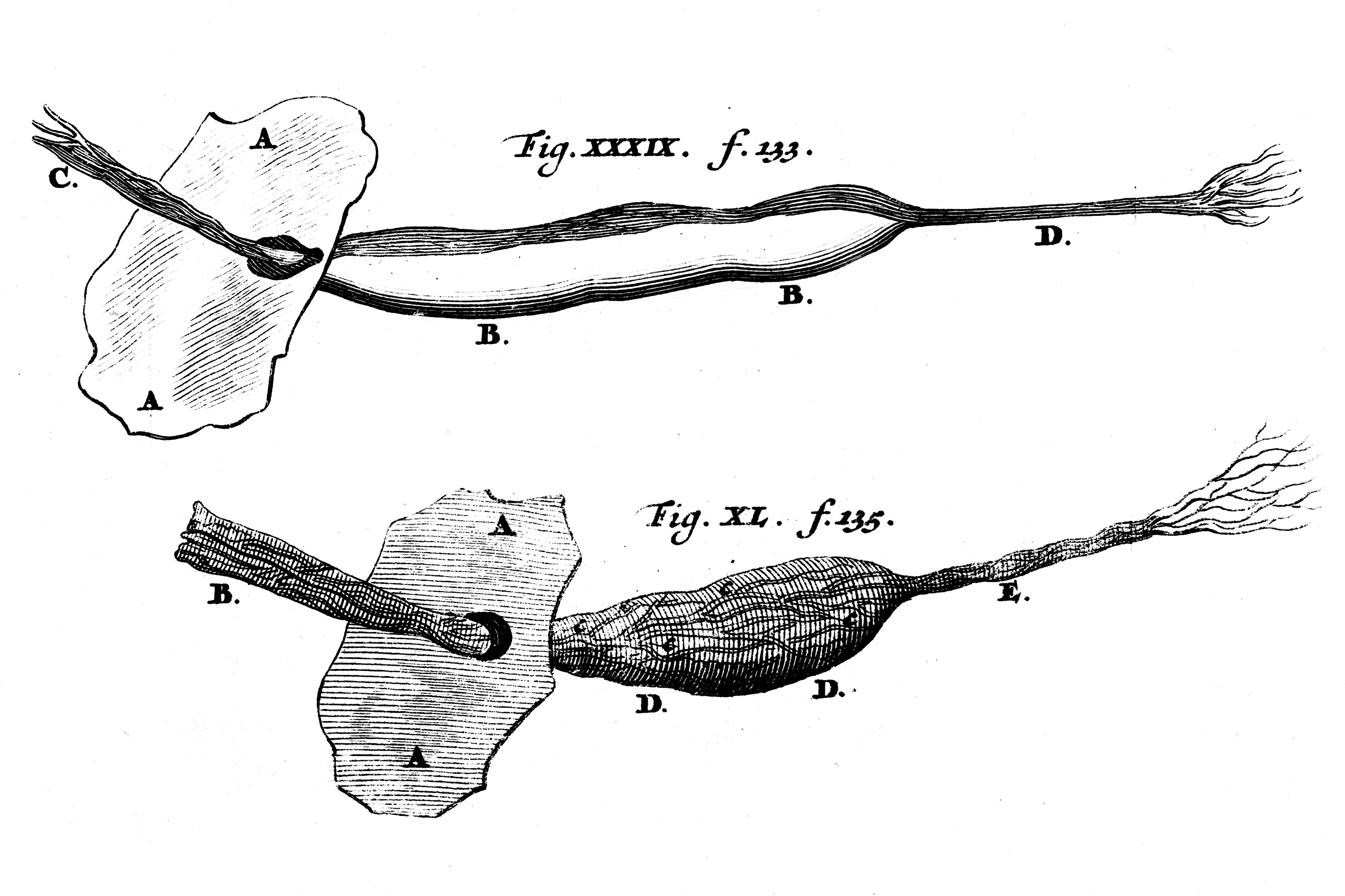
Gang van Nuck van een hond (BB fig.XXXIX)  en een vrouw (DD fig.XL). A-A = Buikvlies.
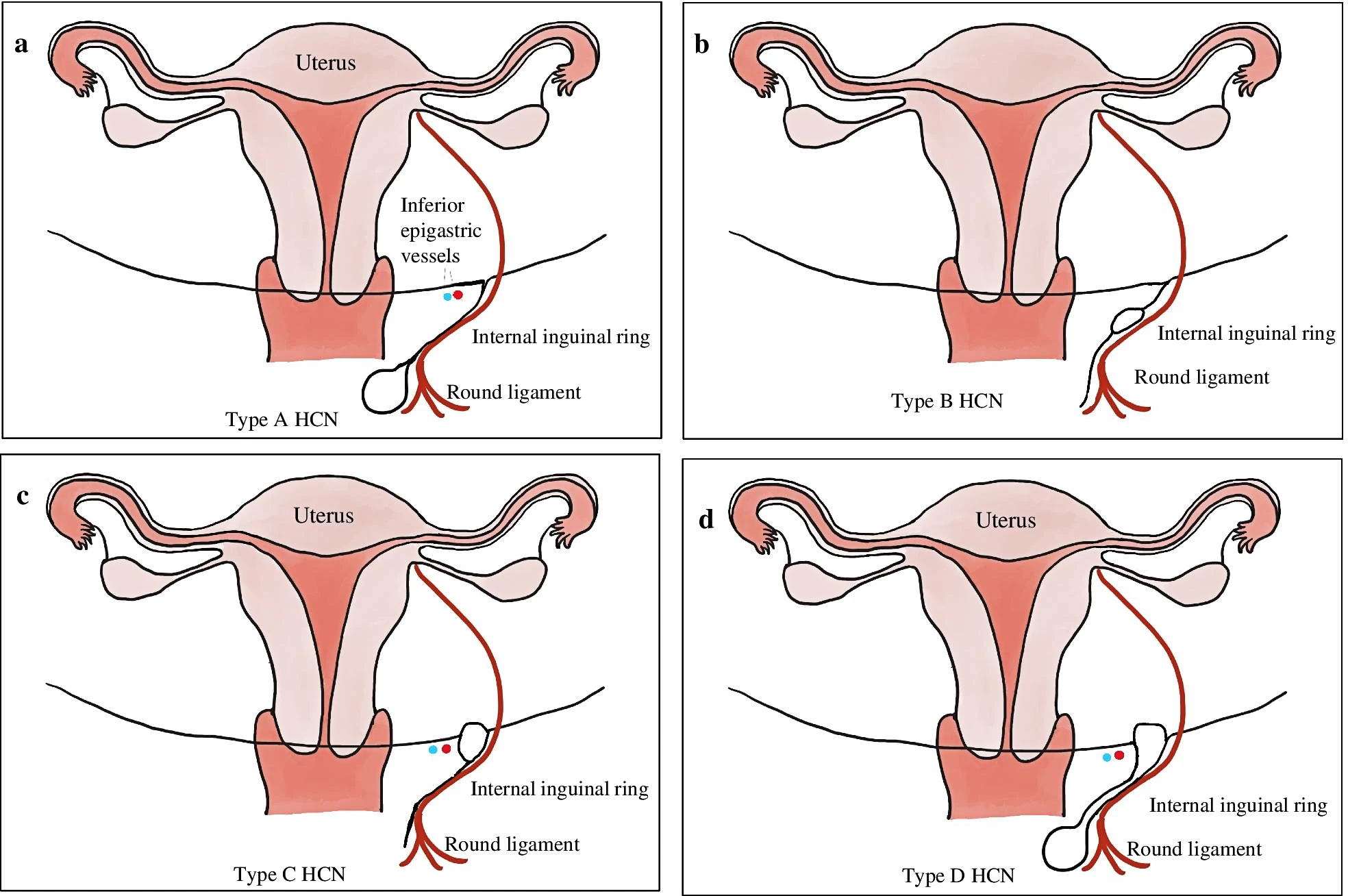
Typen hydrocelen. Inquinal ring = Lieskanaal. Round ligament = ligamentum rotundum uteri (ronde ligament)
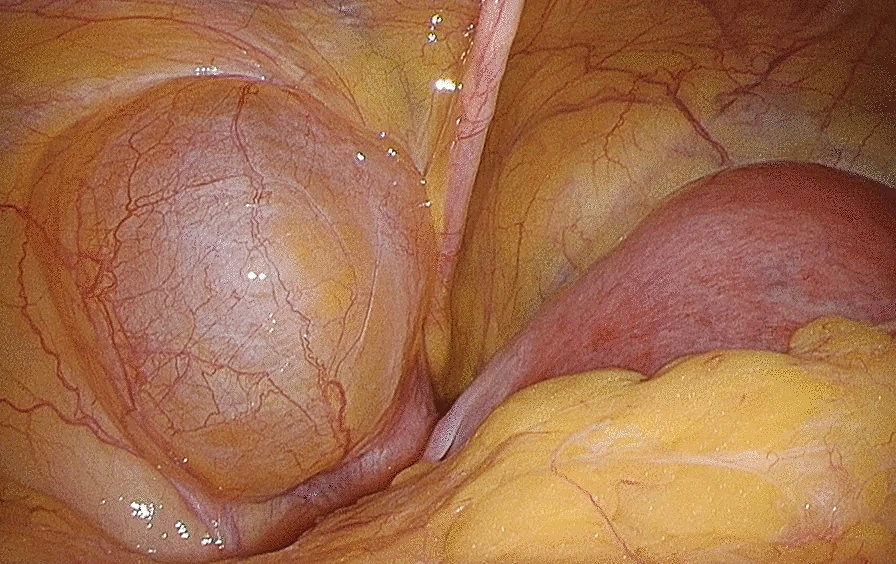
Hydrocele